# Tagliamento
Tagliamento je řeka ve Furlansku v severovýchodní Itálii. Pramení v Karnských Alpách a ústí do Benátského zálivu. Má délku 178 km.
Je jednou z mála dosud zachovaných alpských divokých řek. Její rozsáhlé naplaveniny tvoří jedinečný ekosystém.